# Atalote
Atalote est une petite ville du Togo.

## Géographie
Atalote est situé à environ 71 km de Kara, dans la région de la Kara.

## Vie économique
- Coopérative paysanne

## Lieux publics
- École primaire